# София Нассауская
София Вильгельмина Марианна Генриетта Нассауская (нем. Sophia Wilhelmine Marianne Henriette von Nassau; 9 июля 1836[…], Бибрихский дворец — 30 декабря 1913[…], Стокгольм) — супруга Оскара II, короля Швеции и Норвегии.

## Биография
София родилась 9 июля 1836 года во дворце Бирбих на курорте Висбаден. Она была самым младшим ребёнком герцога Вильгельма Нассауского и его второй жены Паулины Вюртембергской. У неё была родная сестра Елена и брат Николай, а также единокровные братья Адольф и Мориц и сёстры Мария и Тереза от первого брака отца. Когда ей было три года, Вильгельм умер от инсульта.
В программу образования Софии входили изучение истории, иностранных языков и обучение игре на фортепиано.
После смерти матери летом 1856 года переехала в замок Монрепо в Нойвиде, где проживала её сестра Мария с семьей. Там она познакомилась с 27-летним шведским принцем Оскаром, носившим титул герцога Остерготландского. Он 25 сентября того же года сделал ей предложение. Свадьба состоялась 6 июня 1857 во дворце Бибрих. Через две недели молодожёны отправились в Швецию. В народе София получила прозвище «Голубая герцогиня», поскольку впервые вышла на публику в голубом платье с лебяжьим пухом. К этому времени она уже изучила историю своей новой родины и овладела шведским и норвежским языками.
Супруги поселились во дворце кронпринца на площади Густава Адольфа в центре Стокгольма. Там родились четверо их сыновей:
- Густав (1858—1950) — следующий король Швеции, был женат на Виктории Баденской, имел троих сыновей;
- Оскар (1859—1953) — герцог Готландский, граф Висборгский, был женат на придворной даме Эббе Мунк, имел трёх дочерей и двух сыновей;
- Карл (1861—1951) — герцог Вестерготландский, был женат на Ингеборге Датской, имел трех дочерей и сына;
- Евгений (1865—1947) — герцог Нерке, известный художник и меценат, женат не был, детей не имел.

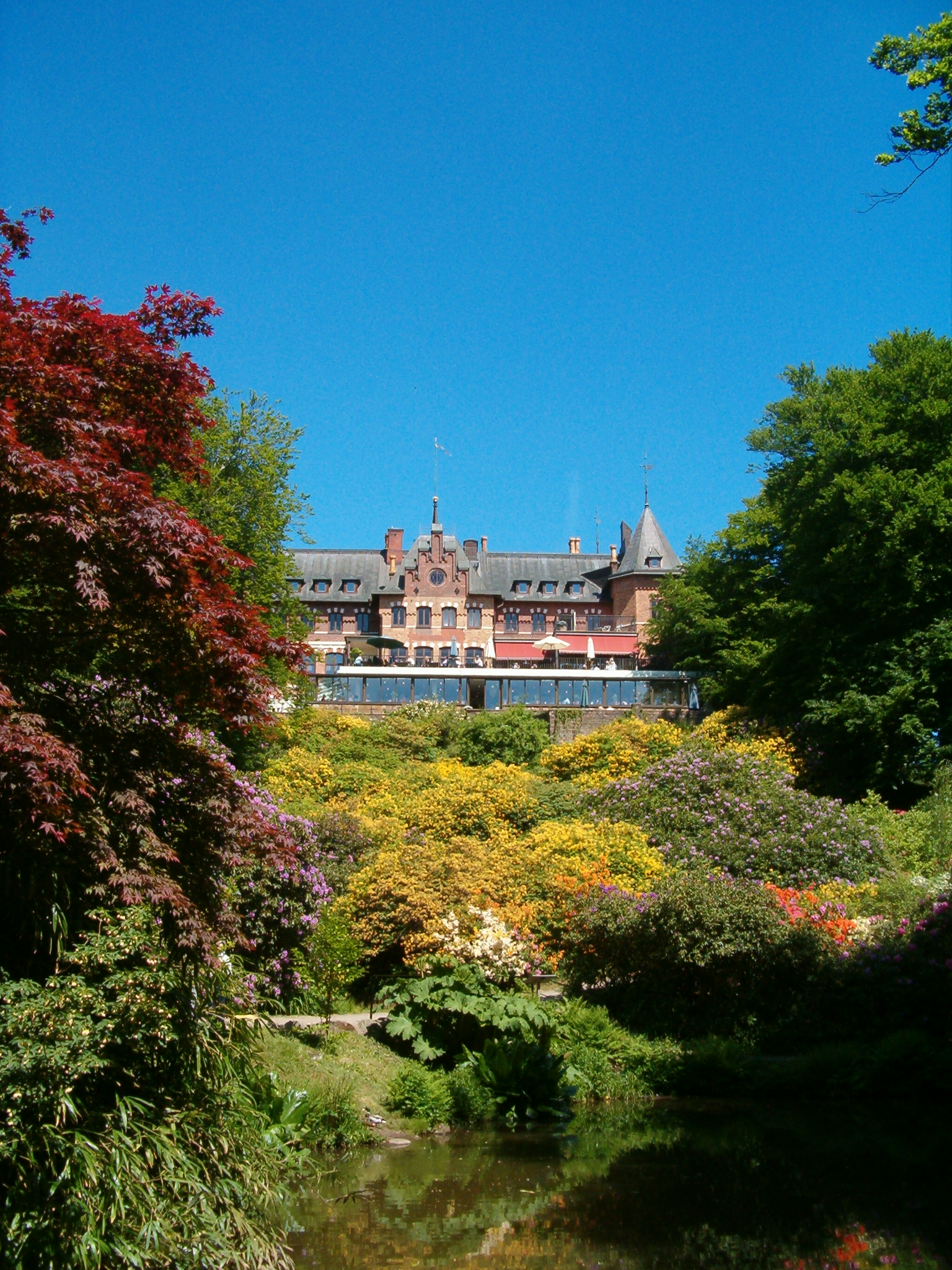
Дворец Софиеро

В 1859 году скончался правящий король Оскар I, отец Оскара. Трон унаследовал его старший брат Карл, а сам Оскар стал кронпринцем.
София и Оскар жили тихой супружеской жизнью, держась подальше от придворных интриг. Своих сыновей решили отдать в общественную школу, что удивило общество, поскольку к тому времени принцы учились только дома под присмотром репетиторов.
Здоровье кронпринцессы и старшего сына оставляло желать лучшего. Лето 1864 года вся семья провела на морском побережье, вблизи Хельсингборга в замке Кулла Гуннарсторп, принадлежавшем Бальтазару фон Платену. Оскару и Софии так понравилась живописная местность поблизости вместе с усадьбой Скрабелюке, что они приобрели её в сентябре того же года. Поскольку здание было недостаточно вместительным, начались работы по расширению и обновлению. Новостройка получила название замок Софиеро в честь Софии. В то время дом еще оставался одноэтажной виллой. В июле 1866 года семья переехала сюда из Стокгольма. София имела возможность ездить верхом, а дети заметно окрепли благодаря пребыванию на природе, на свежем воздухе.
В 1866 году, в результате Австро-прусской войны, герцогство Нассау было оккупировано и присоединено к Пруссии. В сентябре брат Софии — Адольф I, законный правитель, был вынужден уехать из страны. С того времени София возненавидела милитаристскую Пруссию и очень переживала из-за потери родины.
В 1872 году Карл умер в своей резиденции в Мальмё. Под именем Оскара II королём стал муж Софии.

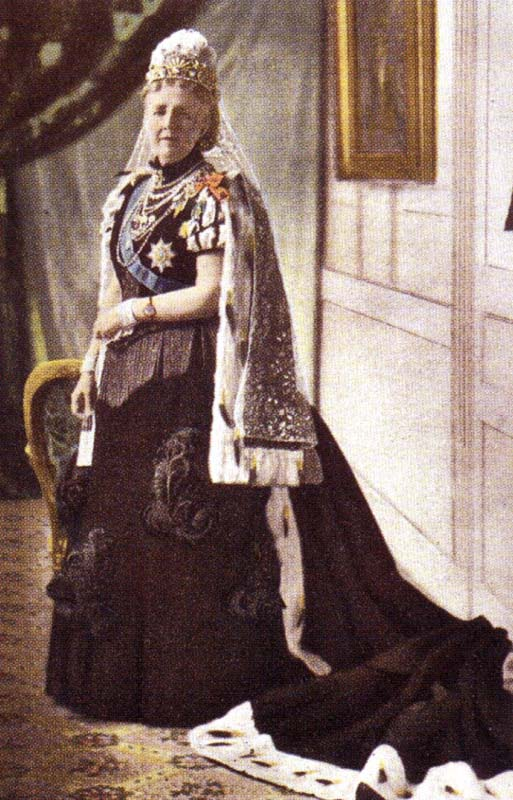
Королева София Шведская и Норвежская

Она продолжала страдать от проблем со здоровьем, в частности от анемии, различных спазмов, болей в ногах и в сердце. Это заставляло её периодически отдыхать лёжа, обычно за чтением книг, газет и журналов. Муж считал, что мало кто может сравниться с ней в объеме знаний и ясности суждений, поэтому часто советовался с женой по разным вопросам. Однако в первые годы правления он начал заводить любовниц из числа певиц и актрис. Во время его связи с Магдой фон Дольке королева под предлогом восстановления здоровья вообще уехала из королевства в Германию.
Замок Софиеро остался летней резиденцией королевской семьи. Но теперь его хозяева стали правителями страны, а дети становились все взрослее, поэтому в 1874—1876 годах состоялась масштабная реконструкция замка. В результате он имел уже 35 комнат. В последующие годы его часто посещали как представители скандинавской аристократии, так и члены других королевских семей.
София приобретала все больший интерес к религии. Часто она со своей золовкой Евгенией посещала различные религиозные мероприятия и сборы, а в 1878 году стала последовательницей проповедника лорда Редстока, когда тот посетил Стокгольм.
В 1880 году её отношения с мужем улучшились. Своими либеральными взглядами она уравновешивала его консервативность. Симпатизировала Великобритании, в то время как Оскар ориентировался на имперскую Германию.
София восхищалась деятельностью Флоренс Найтингейл, читала её книги и посетила больницу в Лондоне, где познакомилась с ней лично. С 1 января 1884 года благодаря королеве начала функционировать школа подготовки медсестёр. В 1887 году супруги стали учредителями Sophiahemmet — частной больницы на 60-70 мест, которая приняла первых пациентов два года спустя. София требовала повышения уважения к сестринскому делу в обществе, из-за чего подчас даже возникали конфликты с местной властью. Она считала миссию медсестёр святым делом, а не просто профессией, и, по её мнению, медсёстры должны обладать знаниями в области медицины. Королева призвала женщин из аристократических кругов общества приобщаться к делу помощи ближнему.
В 1887 году она перенесла оофорэктомию. Считалось, что операция прошла успешно, однако вскоре Софии стало трудно ходить, и в дальнейшем она часто пользовалась инвалидной коляской.
В 1890-х годах супруги все реже посещает Софиеро. Королева начиная с 1892 года предпочитала ферму Скиннарбол в Конгсвингере, на юге Норвегии. Она часто путешествовала по Швеции, посещала курорты Норвегии, Германии и Великобритании. Во время визита в Париж пообедала в обычном ресторане, чем привлекла внимание общественности.
Летом 1903 года королевская чета в последний раз посетила Софиеро.

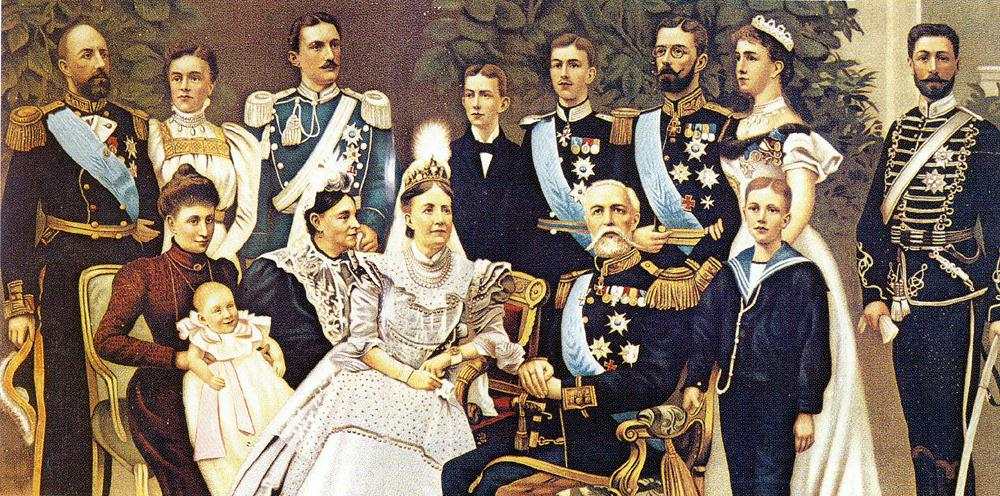
Королевская семья Швеции в 1882 году

Напряжённые, в политическом плане, отношения с Норвегией привели к прекращению действия унии в 1905 году. 7 июня стортинг официально провозгласил, что «король больше не выполняет функции короля Норвегии». Это фактически означало угрозу войны, однако странам удалось договориться, и в сентябре они пришли к согласию. София со своей умеренностью и склонностью решать все мирным путём очень положительно влияла на мужа в то время. Новым правителем Норвегии был избран внучатый племянник Оскара, Карл Датский, ставший королём под именем Хокона VII.
В декабре 1907 года Оскар умер. София после этого отошла от общественной жизни. Она продолжала путешествовать, и в 1909 году посетила Германию на машине. Последний раз вдовствующая королева появилась на публике 3 декабря 1913 года, выступив перед будущими медсёстрами Sophiahemmet, среди которых была и дочь её сына Оскара — Мария.
София умерла от пневмонии 30 декабря того же года в окружении всей большой семьи. Ей было 77 лет. Похоронили королеву в Риддархольмской церкви.

## Гербы
| Герб королевы Софии как королевы Швеции и Норвегии (1872—1905) | Королевская монограмма королевы Софии | Герб королевы Софии во время вдовства |